# Samba (personagem)
Samba é uma personagem canina, protagonista e coadjuvante da série de livros da escritora brasileira Maria José Dupré, em obras lançadas desde a década de 1940 até a de 1960, sendo reeditadas pela Editora Ática em coleção que leva o seu nome.
A saga de Samba tem início em 1940, quando é publicado A Mina de Ouro e O Cachorrinho Samba na Bahia, culminando na obra de 1946, O Cachorrinho Samba, quando se torna o protagonista.

## Origem do nome
O cão recebeu este nome porque, quando chegou à casa de seus novos donos aos dois meses de vida, os sambas eram as músicas que mais tocavam nas rádios.
Samba conhece a vovó e ja gosta do colo dela macio igual a mão da sua dona só que da vovo é mas macia.
Logo descobre Whisky, o outro cachorro da casa, aprende a distinguir os donos e empregados, experimenta sensações que não estava habituado e vê-se inicialmente desprezado pelo morador canino mais antigo. Faz amizades nas vizinhanças, como o cão Cricri.
Whisky mostra a Samba, pelo exemplo, que lugar de cachorro é na casa dos donos: numa escapada, o companheiro volta ferido. Mesmo assim, Samba também experimenta as aventuras das ruas , é aprisionado por uma nova família, recebe o novo nome de Feitiço e tem o rabo amputado. Após longo tempo consegue fugir e voltar para casa, aprendendo que longe dali se apanha pulgas e passa fome.
Samba participa de aventuras junto ao garoto da casa - Pedro - e seus primos e amigos Vera, Cecília, Henrique, Lúcia, Oscar e Quico, que são narrados em várias obras da autora.

## Obras com Samba
- As Aventuras de Vera, Lúcia, Pingo e Pipoca (1943)
- A Mina de Ouro (1946)
- O Cachorrinho Samba (1949)
- O Cachorrinho Samba na Floresta (1952)
- O Cachorrinho Samba na Bahia (1957)
- O Cachorrinho Samba na Rússia (1964)
- O Cachorrinho Samba Entre os Índios (1965)
- O Cachorrinho Samba na Fazenda (1967)